# Transparent (série de televisão)
Transparent é uma série de comédia dramática estadunidense criada por Jill Soloway desenvolvida pela Amazon Studios para o Prime Video desde 6 de fevereiro de 2014. A história gira em torno de uma família de Los Angeles e suas vidas após a descoberta de que a pessoa que eles conheciam como seu pai Mort (Jeffrey Tambor) é uma mulher transgênero. A primeira temporada estreou na íntegra em 26 de setembro de 2014, a segunda temporada em 11 de dezembro de 2015, A terceira temporada em 23 de setembro de 2016 e a quarta temporada em 21 de setembro de 2017. Pouco antes da estreia, a Amazon renovou a série para uma quinta e última temporada.
Em 2014, recebeu o prêmio Satellite Award na categoria de melhor série musical ou de comédia.
Em 19 de novembro de 2017, Tambor anunciou que ele havia deixado a série após várias acusações de assédio sexual terem sido feitas contra ele. Ele foi oficialmente demitido de "Transparent" em 15 de fevereiro de 2018.

## Elenco
- Jeffrey Tambor - Maura Pfefferman
- Amy Landecker - Sarah Pfefferman
- Jay Duplass - Joshua "Josh" Pfefferman
- Gaby Hoffmann - Alexandra "Ali" Pfefferman
- Judith Light - Shelly Pfefferman
- Melora Hardin - Tammy Cashman
- Alexandra Billings - Davina
- Kiersey Clemons - Bianca
- Rob Huebel - Len Novak
- Zackary Arthur - Zack Novak
- Abby Ryder Fortson - Ella Novak
- Lawrence Pressman - Ed Paskowitz
- Amin Joseph - Mike
- Kathryn Hahn - Rabbi Raquel
- Bradley Whitford - Marcy
- Alison Sudol - Kaya
- Carrie Brownstein - Sydney "Syd" Feldman

## Recepção
| Temporada | Temporada | Resposta da crítica | Resposta da crítica |
| Temporada | Temporada | Rotten Tomatoes     | Metacritic          |
| --------- | --------- | ------------------- | ------------------- |
|           | 1         | 98% (54 críticas)   | 91 (28 críticas)    |
|           | 2         | 97% (36 críticas)   | 94 (28 críticas)    |
|           | 3         | 100% (26 críticas)  | 90 (15 críticas)    |
|           | 4         | 89% (16 críticas)   | 74 (10 críticas)    |

No Rotten Tomatoes, a primeira temporada detém uma classificação de aprovação de 98% com base em base de 54 críticas, com uma classificação média de 8,8 / 10. O consenso do site diz: "Tanto quanto a mudança na televisão como a mudança pessoal,  Transparent  eleva a barra para programação com sofisticação e sincera dedicação à jornada humana, verrugas e tudo".No Metacritic, a primeira temporada recebeu uma classificação média de 91 em 100, com base em 28 críticos, indicando "aclamação universal".
Alan Sepinwall do HitFix chamou "Transparent" de o melhor novo show da temporada de outono de 2014.
A segunda temporada possui uma classificação de aprovação de 97% no Rotten Tomatoes com base em 36 críticas, com uma classificação média de 9,2 / 10. O consenso diz:  "a segunda temporada, eleva suas apostas dramáticas, mantendo a pungência e o humor que fizeram da série um exemplo consistentemente divertido do melhor que o drama moderno tem para oferecer". No Metacritic, a segunda temporada recebeu uma classificação média de 94 de 100, com base em 28 críticos, indicando "aclamação universal".
No Rotting Tomatoes, a terceira temporada possui uma classificação de aprovação de 100% com base em 31 avaliações, com uma classificação média de 8,4 / 10. O consenso crítico do site diz: "Único, convincente e pungente como sempre", "Transparent" continua a transcender os parâmetros da televisão cômica e dramática com excelência sustentada em seu retrato empático da família Pfefferman". enquanto o Metacritic concedeu à temporada uma classificação média de 90 de 100, com base em 15 críticas, indicando "aclamação universal".